# Taeromys celebensis
Taeromys celebensis — вид пацюків (Rattini), ендемік о. Сулавесі , Індонезія.

## Морфологічна характеристика
Довжина голови й тулуба 201—249 мм, довжина хвоста 244—306 мм, довжина лапи 47–56 мм і довжина вух 25–28 мм і вага до 345 грамів. Верхні частини сірувато-бурі, посипані довшими чорнуватими і жорсткими волосками, більш рясні вздовж хребта, а черевні частини білі. Лінія поділу вздовж флангів чітка. Вуха великі, без волосся. Лапи коричневі, покриті дрібними волосками. Хвіст довший за голову і тіло, базальна третина чорнувата, решта жовтувата.

## Середовище проживання
Цей вид зустрічається в низовинах більшої частини Сулавесі, від рівня моря до 1200 метрів. Субскам'янілості відомі з південно-західного півострова, що свідчить про те, що вони зустрічаються по всьому Сулавесі в лісовому середовищі існування. Цей деревний вид зустрічається в низинних вічнозелених дощових лісах. Не трапляється у вторинних місцях існування, але може бути присутнім у злегка порушених лісових ділянках. Це переважно деревний вид, з дуже довгим хвостом відносно довжини голови й тулуба, на відміну від будь-яких інших видів роду, усі з яких є наземними й мають відносно короткі хвости.

## Загрози й охорона
Основною загрозою, ймовірно, є втрата середовища проживання, а на північному сході її, ймовірно, можна знайти на ринках м'яса диких тварин. Він знаходиться в кількох заповідних територіях, включаючи національний парк Лоре Лінду.